# Cimetière israélite de Bischheim
Le cimetière israélite de Bischheim créé en 1797, est situé 12 rue des Vergers à Bischheim dans le Bas-Rhin, au lieu-dit Im Winkel.

## Histoire
Aux XVIIe et XVIIIe siècles, les Juifs de Bischheim enterraient leurs morts à Ettendorf ou à Rosenwiller.
La communauté israélite locale achète le 27 décembre 1797 cinquante ares de terre pour en faire un lieu d’inhumation. Il est agrandi à partir de 1848 de quinze ares au lieu-dit Zwischendorf.
Une stèle rappelle la mémoire des vingt sept Juifs de Bischheim morts en déportation au cours de la Seconde Guerre mondiale.

## Personnalités
- Léon Nisand